# Vicariato apostolico di Sardhana

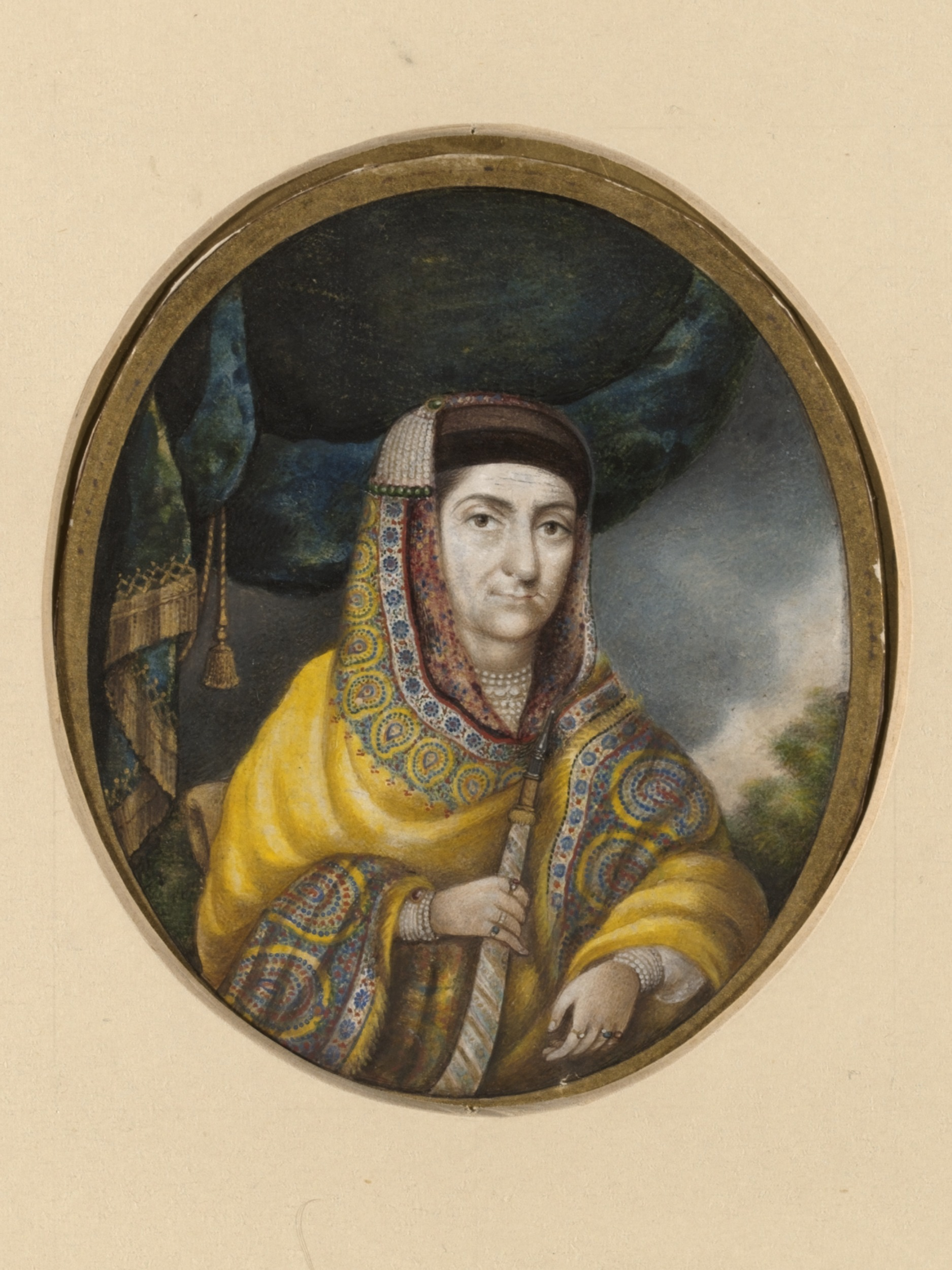
Ritratto di Begum Samru.

Il vicariato apostolico di Sardhana è stata una circoscrizione della Chiesa cattolica di rito latino nell'India settentrionale, eretta nel 1834 e soppressa due anni dopo.

## Storia
La fondazione di questo vicariato apostolico si deve alla begum Samru (circa 1753 - 1836), regnante sul principato di Sardhana, che si era convertita al cattolicesimo, assumendo il nome di Joanna. All'inizio dell'Ottocento i primi missionari cappuccini giunsero a Sardhana e, grazie al sostegno della principessa Begum Samru, ottennero discreti successi. Nel 1809 fu iniziata la costruzione della chiesa di Nostra Signora delle Grazie, che fu consacrata il 28 dicembre 1829 da Antonio Pezzoni, vicario apostolico del Tibet-Hindustan (oggi arcidiocesi di Agra), da cui dipendeva la missione di Sardhana.
Su richiesta esplicita di Begum Samru, l'11 settembre 1834 papa Gregorio XVI eresse il vicariato apostolico di Sardhana con la bolla Ex munere pastoralis, ricavandone il territorio dal vicariato apostolico del Tibet-Hindustan. La chiesa di Nostra Signora delle Grazie divenne la cattedrale della nuova circoscrizione ecclesiastica.
Primo e unico vicario apostolico di Sardhana fu il frate cappuccino Giulio Cesare Scotti. Nato a Caravaggio il 18 febbraio 1775, era partito missionnario in India, dove aveva svolto la sua principale attività nel vicariato apostolico del Tibet-Hindustan. Consacrato vescovo il 12 luglio 1834 con il titolo di Amatunte, fu nominato alla sede di Sardhana il 12 settembre dello stesso anno.
Begum Samru morì il 27 gennaio 1836 e fu sepolta nella cattedrale. Con la sua morte la missione entrò in crisi. Il vicario Scotti lasciò la missione e l'India nello stesso anno e rientrò in Italia. Il 28 gennaio 1837 Propaganda Fide chiese al vicario apostolico del Tibet-Hindustan di riprendere sotto la propria autorità i cattolici di Sardhana. Al momento della morte di Begum Samru si contavano all'incirca 800 cattolici nel principato di Sardhana.

## Cronotassi
- Giulio Cesare Scotti, O.F.M. Cap. † (12 settembre[4] 1834 - 19 giugno 1836 dimesso)